# كفر مسعود
كفر مسعود إحدى قرى مركز طنطا التابع لمحافظة الغربية بجمهورية مصر العربية. كانت القرية من توابع محلة مرحوم ثم فصل عنها سنة 1228 هجري.

## التعليم
تصل نسبة الأمية في القرية إلى 35.32% بين من تجاوزوا العاشرة من عمرهم، بينما تصل نسبة من حصلوا على تعليم جامعي إلى 3.23% من جملة السكان.

## السكان
بلغ عدد سكان كفر مسعود 5333 نسمة حسب تقدير عام 2018.
| السنة  | 1882 | 1897 | 1907 | 1927 | 1947 | 1960 | 1976 | 1986 | 1996 | 2006  | 2018 |
| ------ | ---- | ---- | ---- | ---- | ---- | ---- | ---- | ---- | ---- | ----- | ---- |
| القرية | 151  | 559  | 1032 | 1225 | 1053 | 1643 | 2231 | 2641 | 3201 | 3,727 | 5333 |